# Gornja Vrbica
Gornja Vrbica (cyr. Горња Врбица) – wieś w Czarnogórze, w gminie Petnjica. W 2011 roku liczyła 862 mieszkańców.